# Karl-Heinz Gerholz
Karl-Heinz Gerholz ist ein deutscher Pädagoge und Hochschullehrer.

## Leben
Von 2000 bis 2005 studierte er Wirtschaftspädagogik an der TU Dresden (2000–2002) und an der Universität Konstanz (2002–2005). Von 2005 bis 2011 war er wissenschaftlicher Mitarbeiter am Lehrstuhl für Wirtschaftspädagogik I an der Universität Paderborn. Nach der Promotion 2010 in Paderborn ‚Innovative Entwicklung von Bildungsorganisationen’ war er von 2011 bis 2012 Vertretungsprofessor an der FernUniversität Hagen. 2016 wurde er Professor für Wirtschaftspädagogik an der Universität Bamberg.
Seine Forschungsschwerpunkte sind digitale Didaktik in der beruflichen Bildung, Service Learning in berufsbezogenen Lernprozessen und in der Lehrerbildung, Entwicklung von Bildungsorganisationen (Educational Management), Steuerung und Gestaltung von Bildungs- und Beschäftigungssystem und Design Research in der Lehr-Lernforschung.

## Schriften (Auswahl)
- Innovative Entwicklung von Bildungsorganisationen. Eine Rekonstruktionsstudie zum Interventionshandeln in universitären Veränderungsprozessen. Paderborn 2010, ISBN 978-3-940625-13-7.
- als Herausgeber mit Peter F. E. Sloane: Studiengänge entwickeln – Module gestalten. Eine Standortbestimmung nach Bologna. Paderborn 2013, ISBN 978-3-940625-26-7.